# نیکولا پیراس
نیکولا پیراس (انگلیسی: Nicola Piras؛ زادهٔ ۸ ژانویهٔ ۱۹۹۱) بازیکن فوتبال اهل ایتالیا است.
از باشگاه‌هایی که در آن بازی کرده‌است می‌توان به باشگاه فوتبال کیه‌وو ورونا و باشگاه فوتبال اینتر میلان اشاره کرد.